# Les Hauts de Hurlevent (film, 1970)
Pour les articles homonymes, voir Les Hauts de Hurlevent.
Pour plus de détails, voir Fiche technique et Distribution.
Les Hauts de Hurlevent (Wuthering Heights) est un film britannique réalisé par Robert Fuest et sorti en 1970. Il est tiré du roman du même nom d'Emily Brontë.

## Synopsis
Catherine et Heathcliff, deux amants maudits, sont déchirés par leur propre égoïsme et leur haine.

## Fiche technique
- Titre : Les Hauts de Hurlevent
- Titre original : Wuthering Heights
- Réalisateur : Robert Fuest
- Scénario : Patrick Tilley d'après l'œuvre d'Emily Brontë
- Musique : Michel Legrand
- Image : John Coquillon
- Montage : Ann Chegwidden
- Distribution : American International Pictures
- Durée : 104 minutes
- Lieux de tournage : Otley (Yorkshire de l'Ouest)
- Date de sortie : 
  - États-Unis 9 juin 1970 (Los Angeles)[1]
  - États-Unis : 18 février 1971 (New York)
  - Royaume-Uni : 10 juin 1971 (Londres)

## Distribution
- Anna Calder-Marshall : Catherine Earnshaw
- Timothy Dalton : Heathcliff
- Harry Andrews (VF : René Arrieu)  : Mr. Earnshaw
- Pamela Brown  (VF : Lita Recio) : Mrs. Linton
- Judy Cornwell  (VF : Claude Chantal) : Nellie
- James Cossins (en) : Mr. Linton
- Rosalie Crutchley : Mrs. Earnshaw
- Hilary Heath : Isabella Linton
- Julian Glover  (VF : Marc de Georgi) : Hindley Earnshaw (en)
- Hugh Griffith : Dr. Kenneth
- Morag Hood : Frances Earnshaw
- Ian Ogilvy : Edgar Linton
- Peter Sallis : Mr. Shielders
- Aubrey Woods (en)  (VF : Claude Joseph) : Joseph

## Nominations et récompenses
- Nommé lors de la 28e cérémonie des Golden Globes pour la meilleure musique pour Michel Legrand.